# Замок Фогелёд (фильм)
Замок Фогелёд (Schloss Vogelöd; также известный как Schloß Vogelöd: Die Enthullung eines Geheimnisses) — немой немецкий фильм ужасов, снятый в 1921 году Фридрихом Вильгельмом Мурнау. 

## Сюжет
Компания аристократов отправляется на охоту в замок Фогелёд. Появляется незваный гость — граф Иоганн Оич, которого все считают убийцей собственного брата, первого мужа баронессы Сафферстэт. Но Оич всё-равно не уезжает, стараясь убедить всех присутствующих, что он никакой не убийца, а настоящего убийцу скоро выведет на чистую воду. Прибывает также вдова Сафферстэт и её новый муж, барон Сафферстэт. Объявляется ещё один гость — отец Фарамунд, друг покойного мужа.
В последующие дни граф Оич и баронесса обвиняют друг друга в убийстве. Воспоминания показывают, что брак баронессы не был столь счастливым. Её первый муж стал одержим спиритизмом. Она желала, чтобы с ним случилось что-то плохое, и их гость барон Сафферстэт застрелил его. Она вышла замуж за барона, но они не чувствовали себя счастливыми.
Отец Фарамунд снимает накладную бороду и парик, и зритель видит перед собой графа Оича, который доказал свою невиновность. Барон Сафферстэт стреляет в себя. В замок приезжает истинный отец Фарамунд.

## В ролях
- Арнольд Корфф — лорд фон Фогельшрей.
- Лулу Кайзер-Корфф — Сента фон Фогельшрей, его жена.
- Лотар Мехнерт — Граф Иоганн Оич.
- Пауль Хартман — граф Питер Оич.
- Пауль Бильдт — барон Сафферстэт.
- Ольга Чехова — баронесса Сафферстэт.
- Виктор Блютнер — Отец Фарамунд.
- Герман Валлентин — судья районного суда, в отставке.
- Юлиус Фалькенштейн — беспокойный джентльмен.
- Роберт Леффлер — хозяин дома.

## Производство
Фильм был выпущен Uco-Film GmbH (Uco) и Decla-Bioscop AG. Фильм снимался с 10 февраля по 2 марта 1921 года.